# Scuola ferrarese

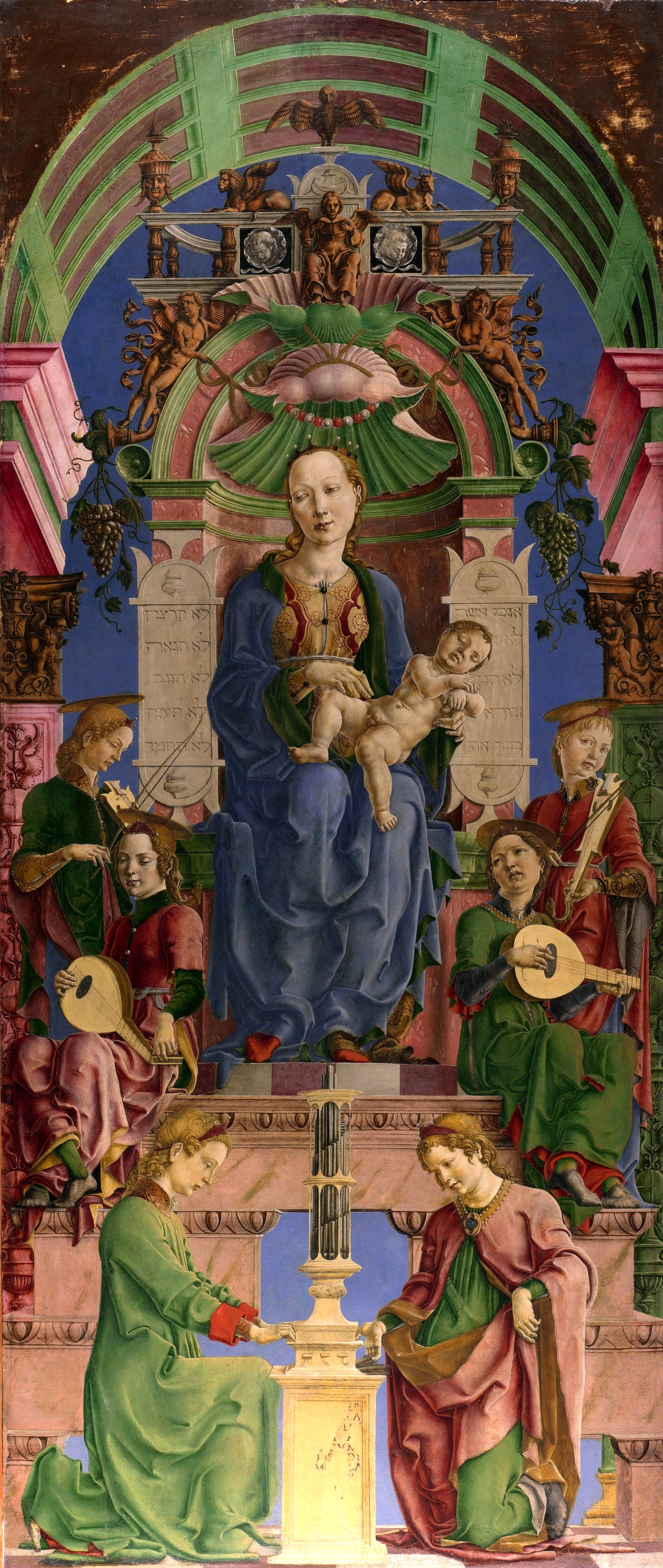
Cosmè Tura, Madonna Roverella, 1470/1474

La scuola ferrarese fu una scuola pittorica che nacque presso la corte estense a Ferrara nel Rinascimento ferrarese. Lo stile della scuola mutò nel tempo, esportando e subendo influenze di artisti delle città e delle regioni vicine: Mantova, Venezia, la Lombardia, Firenze e Bologna. La corte estense ospitò alcuni dei più importanti artisti della prima metà del Quattrocento, quali il Pisanello, Jacopo Bellini, Leon Battista Alberti, Andrea Mantegna, Piero della Francesca e Rogier van der Weyden che gettarono le basi iniziali per la scuola ferrarese. Il vero fondatore della scuola ferrarese è considerato Cosmè Tura, mentre l'ultimo suo rappresentante è considerato Carlo Bononi.
Molte delle opere degli artisti della scuola furono disperse con la fine della signoria estense a Ferrara (1598).

## Lista di pittori della Scuola ferrarese

### XIV secolo e prima
- Gelasio di Niccolò
- Cristoforo da Bologna
- Antonio Alberti
- Stefano da Ferrara

### XV secolo
- Cosmè Tura
- Francesco del Cossa
- Ercole de' Roberti
- Galasso Galassi
- Angelo Maccagnino
- Michele Pannonio
- Lorenzo Costa il Vecchio
- Boccaccio Boccaccino
- Domenico Panetti
- Giovanni Battista Benvenuti (detto anche l'Ortolano Ferrarese)
- Ercole Grandi
- Ludovico Mazzolino
- Michele Coltellini
- Michele dai Carri[1]

### XVI secolo
- Dosso Dossi
- Battista Dossi
- Girolamo da Carpi
- Benvenuto Tisi da Garofalo detto il Garofalo
- Giovanni Battista Benvenuti detto L'Ortolano
- Ludovico Mazzolino
- Sigismondo Scarsella
- Ippolito Scarsella detto lo Scarsellino
- Carlo Bononi
- Camillo Filippi
- Sebastiano Filippi  detto il Bastianino
- Camillo Ricci
- Giuseppe Mazzuoli detto il Bastarolo
- Domenico Mona
- Gaspare Venturini
- Giovanni Andrea Ghirardoni
- Giovanni Paolo Grazzini
- Jacopo Bambini
- Giulio Cromer

### XVII-XVIII secolo
- Alfonso Rivarola
- Giovanni Battista della Torre
- Camillo Berlinghieri
- Ippolito Caselli
- Francesco Naselli
- Ercole Sarti detto il Muto di Ficarolo
- Giovanni Francesco Barbieri detto il Guercino
- Paolo Antonio Barbieri
- Benedetto Genari il vecchio
- Cesare Genari
- Giuseppe Caletti
- Ludovico Lana
- Francesco Costanzo Cattaneo
- Giuseppe Bonati
- Giuseppe Avanzi
- Orazio e Cesare Mornasi
- Francesco e Antonio Ferrari
- Francesco Scala
- Maurelio Scanavini
- Giacomo Parolini
- Giuseppe Zola
- Giovanni Francesco Braccioli
- Antonio Contri
- Giuseppe Ghedini
- Giovanni Monti
- Alberto Muchiatti
- Giuseppe Santi
- Giovanni Masi